# Пьетро де Гевара (маркиз дель Васто)
Пьетро де Гевара (итал. Pietro de Guevara; ок. 1450 — 17 сентября 1486) — государственный деятель Неаполитанского королевства, маркиз дель Васто, граф ди Арьяно с 1462 года.
Сын Иньиго де Гевары, графа ди Арьяно и маркиза дель Васто, великого сенешаля Неаполитанского королевства, и Ковеллы Сансеверино.

## Биография
Отец Пьетро поддерживал короля Ферранте I во время баронского восстания, и умер в 1462 году. Король пожаловал старшему из двух его сыновей титулы отца и должность сенешаля.
Женился на Изотте Джиневре, старшей дочери Пирро дель Бальцо, герцога Андрии. Свадьба была отпразднована в 1471 году в Андрии с королевской пышностью, торжества были подробно описаны Джованни Понтано.
Пьетро де Гевара был крупным землевладельцем и получал большие доходы от производства зерна и овцеводства, хотя последняя отрасль пережила сильный удар зимой 1472—1473 годов, когда большое количество овец на пастбищах Апулии погибло от эпизоотии чесотки.
Участвовал в кампании Альфонса, герцога Калабрийского, против турок в Отранто в 1481 году.
Был одним из лидеров баронского заговора 1485—1487 годов против короля Ферранте; одновременно вел переговоры с королём, пытаясь выиграть время для подготовки мятежа. В августе 1485 года король решил тяжбу между женой Пьетро Изоттой Джиневрой и её сестрой Изабеллой, обрученной с принцем Франческо. Маркизу и его жене было предложено графство Арка и 6 тыс. дукатов в обмен на отказ от наследства герцога Андрии. В сентябре Пьетро и его тесть приняли эти условия.
После этого Пьетро де Гевара покинул Неаполь и присоединился к повстанцам в крепости Мильонико, принадлежавшей Сансеверино. Он продолжал вести двойную игру, подписав с королём соглашение, в котором, среди прочего, планировался брак его старшей дочери Элеоноры и Федериго, князя Тарентского.
19 ноября заговорщики начали восстание, но их силы были недостаточны, а расчеты на иностранную интервенцию не оправдались. В конце года маркиз с семьей был осажден в Васто. В июне 1486 года Серракаприола, где он укрыл значительную часть своих богатств, сдалась королевским войскам.
Пьетро попытался добиться заступничества со стороны иностранных правительств: в августе он просил папу ходатайствовать за него перед герцогом Калабрийским, а также обратился к Венеции. Венецианский сенат 9 сентября отказал в просьбе о помощи, а герцог Альфонс саркастически заметил, что из двух его врагов — папы и Гевары — последний настолько же лжив, насколько первый упрям.
Маркиз дель Васто умер 17 сентября 1486 года. Все имущество мятежника и его жены было конфисковано короной. Его брат Антонио, граф ди Потенца, пытался претендовать на наследство, но безуспешно, так как король Ферранте вознамерился лишить непокорную знать материальной базы для организации мятежей. Просьба баронов исполнить завещание маркиза и передать владения дочери покойного, Элеоноре, также была отклонена, поскольку распоряжения мятежника не имели законной силы. Король был согласен передать ей наследство отца только в том случае, если Элеонора выйдет замуж за Пьетро, второго сына герцога Калабрийского, но этот брак не состоялся.

## Семья
Жена (1471): Изотта Джиневра дель Бальцо (ум. 1530), принцесса ди Альтамура, дочь Пирро дель Бальцо, герцога Андрии, и Марии Донаты дель Бальцо-Орсини
Дети:
- Элеонора де Гевара, титулярная принцесса ди Альтамура, герцогиня Андрии и Венозы, графиня Ачерры. Муж (1492): Луи де Люксембург-Линьи (1467—1503), граф де Линьи, сын Луи де Люксембург-Сен-Поля, коннетабля Франции, и Марии Савойской. Принял титулы принца Альтамуры и герцога Андрии и Венозы.
- Ковелла де Гевара. Муж: Джованни Винченцо Карафа (ум. 1529), маркиз Монтезаркьо, граф ди Айрола. Одна из дочерей от этого брака, Бриза (Вирджиния) Карафа, была женой Франческо дель Бальцо, графа Кастро и Удженто
- Франческа де Гевара. Муж: Джованни Паоло дель Бальцо, сеньор ди Ноа